# 伏思达
居伊·莫里斯·马里·路易斯·费尔霍夫施塔特（荷蘭語：Guy Maurice Marie Louise Verhofstadt，發音：[ˈɣiː vərˈɦɔfstɑt] ⓘ；1953年4月11日—），汉名伏思达，前任比利时首相、欧洲议会自由民主党党团主席。

## 生平
1953年生于登德尔蒙德市。1992年11月，荷语自由与进步党改为弗拉芒自由民主党后，当选弗拉芒自由民主党主席。1999年7月12日当选为比利时首相。他是联邦欧洲的支持者，“欧洲合众国”的倡导者，所著《走向欧洲合众国》。
伏思达的父亲曾担任荷语自由与进步党主席维利·德克莱尔的法律顾问。1972至1974年伏思达在根特学习法律的时期担任荷语自由学生联合会（Flemish Liberal Student's Union）主席，1982年，年仅29岁的伏思达成为荷语自由与进步党主席。

### 首相任期
他在1999年拜相，是比利时数十年来首位並非来自社会党及基督教民主党的首相。任內在2003年通過比利時同性婚姻合法化。連任三屆後於2008年該黨敗選後宣佈辭職。

### 辞职以后

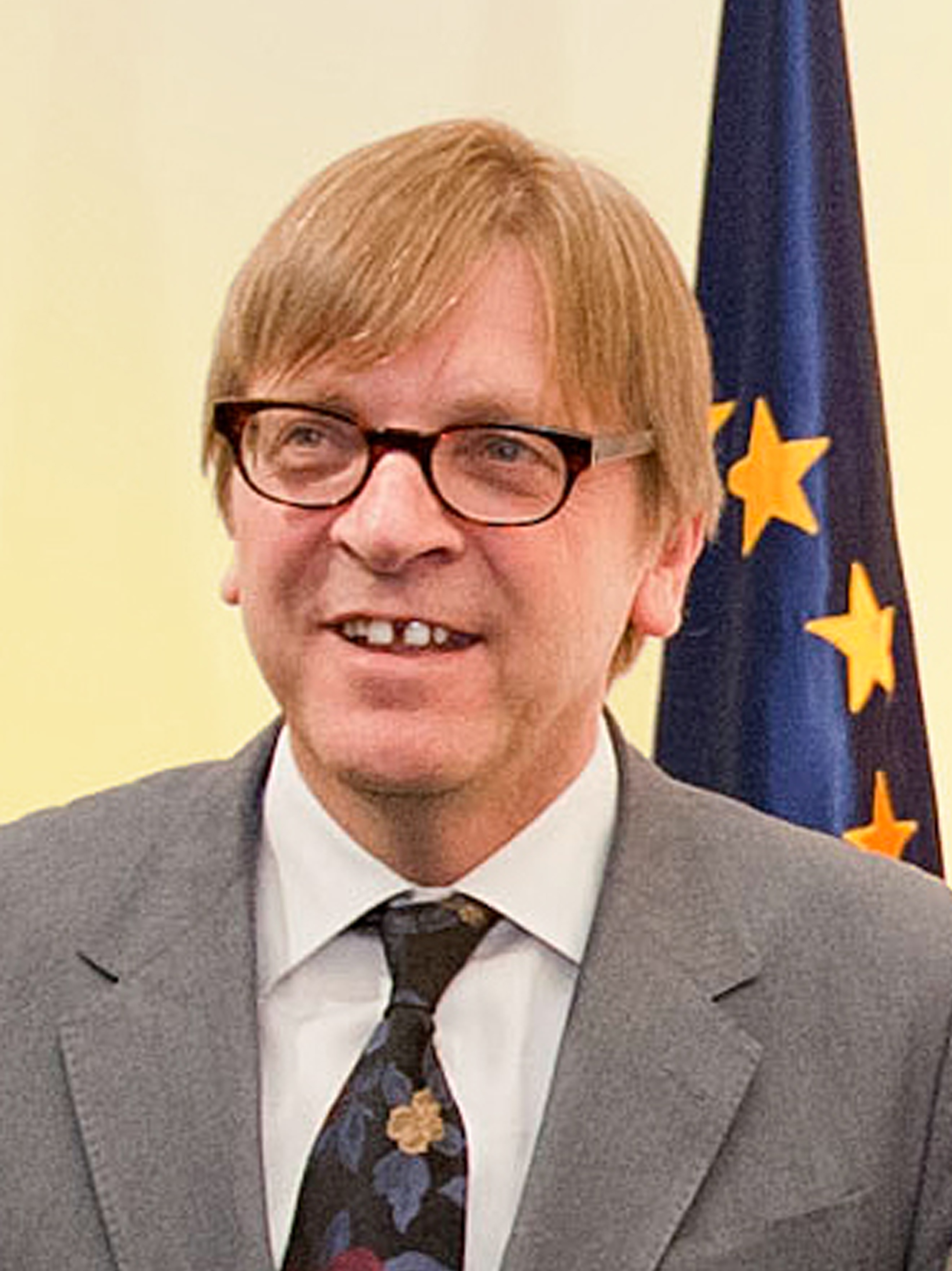
2012年

2009年當選欧洲议会議員，並成為歐洲自由民主聯盟黨團主席，積極在议会发挥作用，至2019年隨黨圑易名為復興歐洲而卸任主席。

## 荣誉

### 外国勋章奖章
- 恩里克王子大十字勋章（葡萄牙語：Ordem do Infante D. Henrique）（葡萄牙，2006年3月8日公布[3])